# Olympiahalle (Innsbruck)
Olympiahalle je víceúčelová aréna v Innsbrucku, hlavním městě rakouské spolkové země Tyrolsko. Stala se součástí komplexu sportovních a společenských staveb pod názvem OlympiaWorld Innsbruck, k nimž patří zejména fotbalový stadion Tivoli Neu, olympijská bobová dráha ve vesnici Igls a malá hokejová hala Tiroler Wasserkraft Arena (TIWAG Arena) – v sousedství Olympiahalle – pro tři tisíce diváků, vybudovaná pro Mistrovství světa v ledním hokeji 2005.
Během Zimních olympijských her 1964 hala hostila turnaj ledního hokeje a soutěže krasobruslařů. Při druhém pořadatelství města na ZOH 1976 se v ní opět konaly hokejový turnaj i krasobruslařská soutěž. Tiroler Wasserkraft Arena je domovským stadionem hokejového klubu HC TWK Innsbruck, který od roku 2005 využívá Olympiahalle jen pro zápasy play-off.
V Olympiahalle se pořádají kulturní akce. Koncertovali v ní také Rolling Stones (1973), Deep Purple (1973), Mike Oldfield (1982), Status Quo (1986), Bryan Adams (1987), Iron Maiden (1988), Black Sabbath (1990), Roxette (1991), The Cure (1992), Chris de Burgh, Deep Purple (1993), Scorpions (1996), Def Leppard (1996), Cher (1999), Lenny Kravitz (2009), The Prodigy (2009), Simply Red (2009), Kim Wilde (2014) a Alice Cooper (2014).

## Galerie

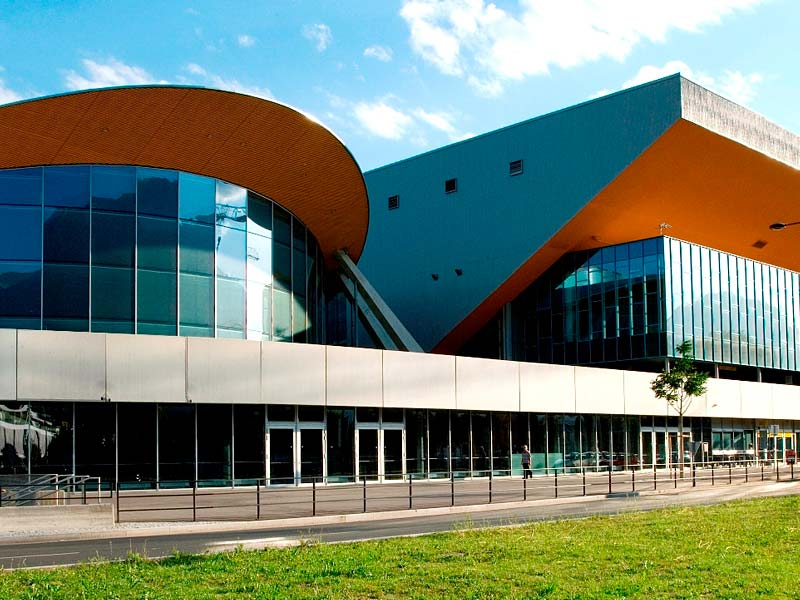
TIWAG Arena (vlevo) a Olympiahalle
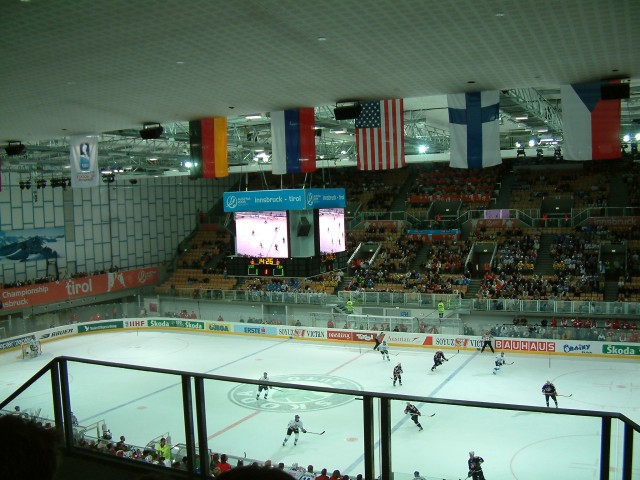
Hokejové MS 2005, které vyhrálo Česko
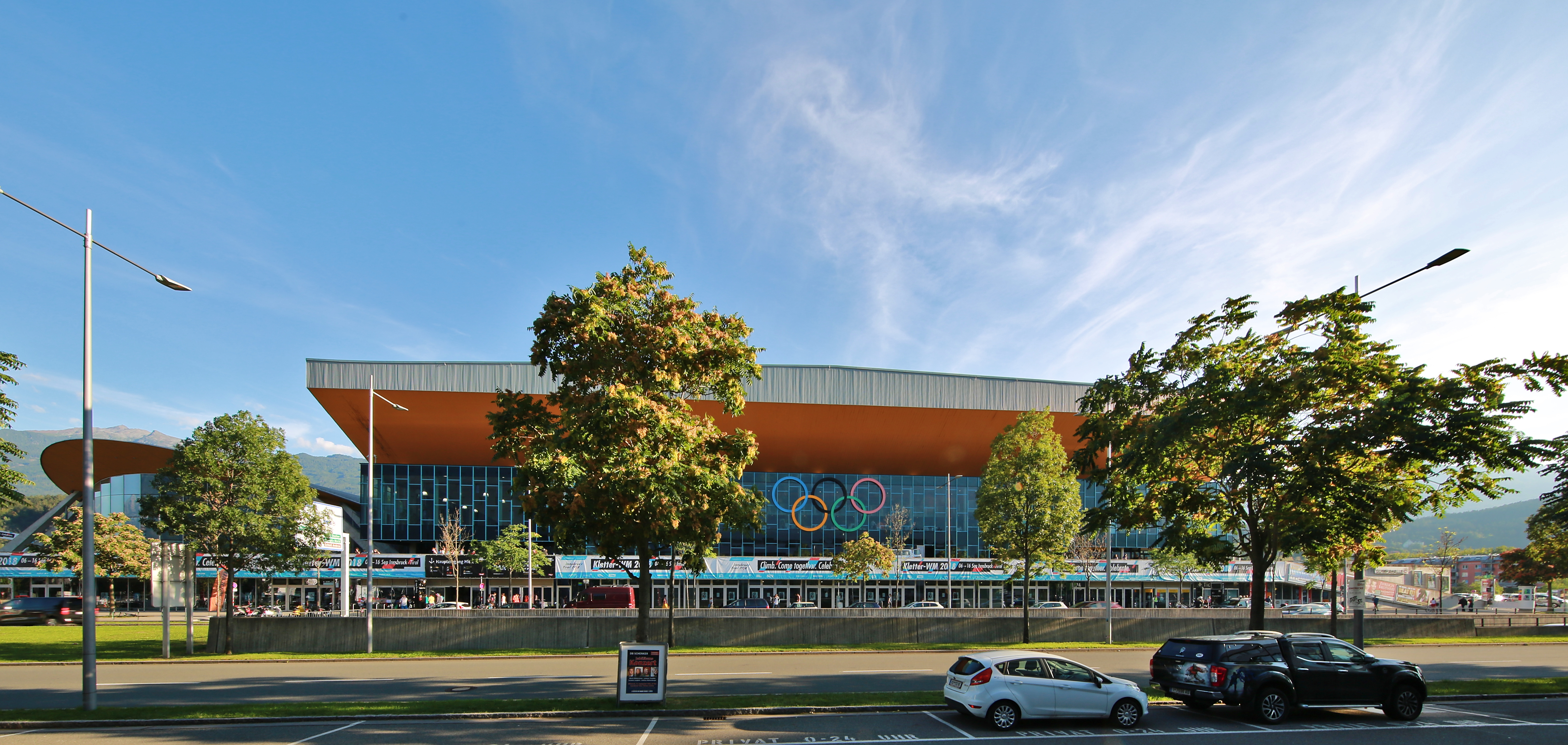
Olympiahalle